# Micheál Cranitch
 (décembre 2018).
Si vous disposez d'ouvrages ou d'articles de référence ou si vous connaissez des sites web de qualité traitant du thème abordé ici, merci de compléter l'article en donnant les références utiles à sa vérifiabilité et en les liant à la section « Notes et références ».
Mícheál Cranitch, né le 1er décembre 1912 à Rathcormac et mort le 23 novembre 1999, est une personnalité politique irlandaise du Fianna Fáil. Il est Cathaoirleach (président) du Seanad Éireann en 1973.
Cranitch est né à Rathcormac, dans le comté de Cork. En 1969, il est nommé par le Taoiseach Jack Lynch au 12e Seanad. En 1973, il s'est présenté aux élections du comité administratif mais n'a pas remporté de siège. Cependant, en 1977, il remporta un siège au 14ème Seanad, qu'il occupa jusqu'à sa défaite lors de l'élection de 1983 au 18ème Seanad.